# Södra Möckleby distrikt
Södra Möckleby distrikt är ett distrikt i Mörbylånga kommun och Kalmar län på södra Öland. 
Distriktet ligger vid Ölands västkust. 

## Tidigare administrativ tillhörighet
Distriktet inrättades 2016 och utgörs av socknen Södra Möckleby i Mörbylånga kommun.
Området motsvarar den omfattning Södra Möckleby församling hade vid årsskiftet 1999/2000.